# Fiat Fastback
Fiat Fastback är en kompakt CUV som tillverkas av Stellantis brasilianska dotterbolag för den sydamerikanska marknaden sedan 2022. 
Versioner:
| Modell     | Motor               | Cylindervolym | Effekt | Bränslesystem                        |
| ---------- | ------------------- | ------------- | ------ | ------------------------------------ |
| 1.0T       | 3-cyl radmotor DOHC | 999 cm³       | 128 hk | Bränsleinsprutning, turbo (E85 flex) |
| 1.3 Abarth | 4-cyl radmotor DOHC | 1332 cm³      | 185 hk | Bränsleinsprutning, turbo (E85 flex) |